# Лобачевская, Диана
Диана Лобачевская (лит. Diana Lobačevskė; род. 7 августа 1980, Вильнюс), в девичестве Мацюшоните (лит. Maciušonytė) — литовская легкоатлетка, специалистка по бегу на длинные дистанции и марафону. Выступала за сборную Литвы по лёгкой атлетике в 1998—2017 годах, победительница Гамбургского марафона, четырёхкратная чемпионка полумарафонов в Вильнюсе, участница ряда крупных международных соревнований, в том числе двух летних Олимпийских игр.

## Биография
Диана Мацюшоните родилась 7 августа 1980 года в Вильнюсе, Литовская ССР.
Впервые заявила о себе в лёгкой атлетике на международной арене в сезоне 1998 года, когда вошла в состав литовской национальной сборной и выступила на чемпионате мира среди юниоров в Анси, где стартовала в беге на 3000 метров — остановилась на стадии предварительных квалификационных забегов.
В 1999 году финишировала шестой в беге на 5000 метров на чемпионате Европы среди юниоров в Риге.
В 2001 году в беге на 10 000 метров стала тринадцатой на молодёжном европейском первенстве в Амстердаме. После этих соревнований приняла решение прервать спортивную карьеру в связи с поступлением в Вильнюсский педагогический университет — решила полностью посвятить себя учёбе. Кроме того, в это время у неё родился первый ребёнок.
Вернулась к активным выступлениям в 2005 году, присоединившись к беговому клубу «Бомонт» из Лестера, при этом стала специализироваться на более длинных дистанциях.
В 2008 году одержала победу на Вильнюсском марафоне и Лестерском городском марафоне.
В 2009 году выиграла полумарафон в Вильнюсе, финишировала девятой на Венецианском марафоне, в качестве элитной спортсменки отметилась выступлением на Лондонском марафоне.
В 2011 году выиграла серебряную медаль на Итальянском марафоне, была лучшей в зачёте полумарафона в Вильнюсе и на марафоне в Кулдиге. Бежала марафон на чемпионате мира в Тэгу — показала время 2:36:05 и заняла итоговое 25 место.
Выполнив олимпийский квалификационный норматив 2:37:00, удостоилась права защищать честь страны на летних Олимпийских играх 2012 года в Лондоне. В программе женского марафона показала время 2:29:32 и разместилась с ним на 28 позиции. Также в этом сезоне отметилась победой на домашнем Вильнюсском марафоне.
В 2013 году стала двенадцатой в марафоне на мировом первенстве в Москве, выиграла Гамбургский марафон, вновь была лучшей на полумарафоне в Вильнюсе. На Кубке Европы по бегу на 10 000 метров в Правеце оказалась пятой в личном зачёте.
На Гамбургском марафоне 2015 года на сей раз стала четвёртой.
В 2016 году показала 33 результат в полумарафоне на чемпионате Европы в Амстердаме. Выполнив олимпийский квалификационный норматив 2:45:00, прошла отбор на Олимпийские игры в Рио-де-Жанейро — здесь в программе марафона показала время 2:30:48 и заняла с ним итоговое 17 место.
На Лондонском марафоне 2017 года установила свой личный рекорд — 2:28:48.